# Polygon House
Polygon House je kancelářská budova v administrativní čtvrti na Pankráci, v Praze 4. Poblíž se nachází stanice metra Pankrác či obchodní centrum Arkády, vedle dálnice D1 ve směru z Prahy. Tato budova má devět nadzemních pater, dvě podzemní (s podzemním parkováním), tři výtahy a celkovou kancelářskou plochu 11300 m². Obchodní plocha tvoří 280 m², parkovacích míst je celkem 117. Projekt budovy byl vypracován mezi roky 2001 až 2002, výstavba probíhala mezi lety 2002 až 2004. Autory tohoto návrhu jsou Václav Aulický a Radim Kousal. Tento projekt stál celkem 245 milionů Kč.
Současným vlastníkem je nizozemská společnost Mint Fund 7 B.V., která budovu v říjnu 2014 koupila od realitního fondu CEE Property Development Portfolio.